# ماريانا ناجي (كرة يد)
ماريانا ناجي (بالمجرية: Nagy Mariann) مواليد 30 أغسطس 1957 في المجر، هي لاعبة كرة يد مجرية سابقة. شاركت في دورة الألعاب الأولمبية الصيفية سنة 1976. حققت المركز الثاني في بطولة العالم لكرة اليد للسيدات 1982.

## سجل المنافسة
شاركت في البطولات التالية:
- بطولة العالم لكرة اليد للسيدات 1975
- بطولة العالم لكرة اليد للسيدات 1978
- بطولة العالم لكرة اليد للسيدات 1982
- بطولة العالم لكرة اليد للسيدات 1986

## الميداليات
| الميدالية | المسابقة                            |
| --------- | ----------------------------------- |
| برونزية   | الألعاب الأولمبية الصيفية 1976      |
| فضية      | بطولة العالم لكرة اليد للسيدات 1982 |
| برونزية   | بطولة العالم لكرة اليد للسيدات 1975 |
| برونزية   | بطولة العالم لكرة اليد للسيدات 1978 |

## روابط خارجية
- ماريانا ناجي على موقع اللجنة الأولمبية الدولية (الإنجليزية)
- ماريانا ناجي على موقع أوليمبيديا (الإنجليزية)